# What’s the Hurry
What’s the Hurry ist ein Jazzalbum von Kenny Washington. Die um 2019 entstandenen Aufnahmen erschienen am 14. August 2020 auf dem Label Lower 9th Records. Es ist das erste Studioalbum des Sängers.

## Hintergrund
Den Albumtitel What’s the Hurry? erklärte Washington im Gespräch mit JazzTimes folgendermaßen: „Ich komme ursprünglich aus New Orleans, dem Big Easy. Die Leute sind entspannt. Ich hatte es nie eilig, etwas zu tun.“  Der Sänger hatte zuvor hauptsächlich seit Mitte der 1990er Jahre in seiner neuen Heimat in Oakland, Kalifornien, gearbeitet und sich damit zufriedengegeben, ein lokaler Jazzstar aus der San Francisco Bay Area zu sein, bis er auch auf nationaler, schließlich auf internationaler Ebene Bekanntheit erlangte.
Zu Kenny Washington gesellt sich ein Kerntrio in Besetzung Bass, Piano und Schlagzeug, auf den meisten Tracks kamen ein oder zwei zusätzliche Gastmusiker hinzu. Der Sänger wurde begleitet von dem Trompeter Mike Olmos, Solist in „I Ain’t Got Nothin' But the Blues“, dem Gastbassisten Dan Feiszli u. a. in Here’s to Life oder Sweet Georgia Brown, dem Pianisten Josh Nelson, der auch den Großteil der Arrangements übernahm, außerdem dem Holzbläser Victor Goines und dem Posaunisten Jeff Cressman.

## Titelliste
- Kenny Washington: What’s The Hurry
  1. The Best is Yet to Come (Cy Coleman)
  2. S’Wonderful (George Gershwin)
  3. Stars Fell on Alabama (Frank Perkins)
  4. I’ve Got the World on a String (Harold Arlen)
  5. I Ain’t Got Nothin’ but the Blues (Duke Ellington)
  6. Bewitched, Bothered and Bewildered (Richard Rodgers, Lorenz Hart)
  7. Invitation (Bronisław Kaper,  Paul Francis Webster)
  8. Here’s to Life (Artie Butler)
  9. Sweet Georgia Brown (Kenneth Casey, Ben Bernie, Maceo Pinkard)
  10. No More Blues (Antônio Carlos Jobim)
  11. Smile (Charlie Chaplin)

## Rezeption

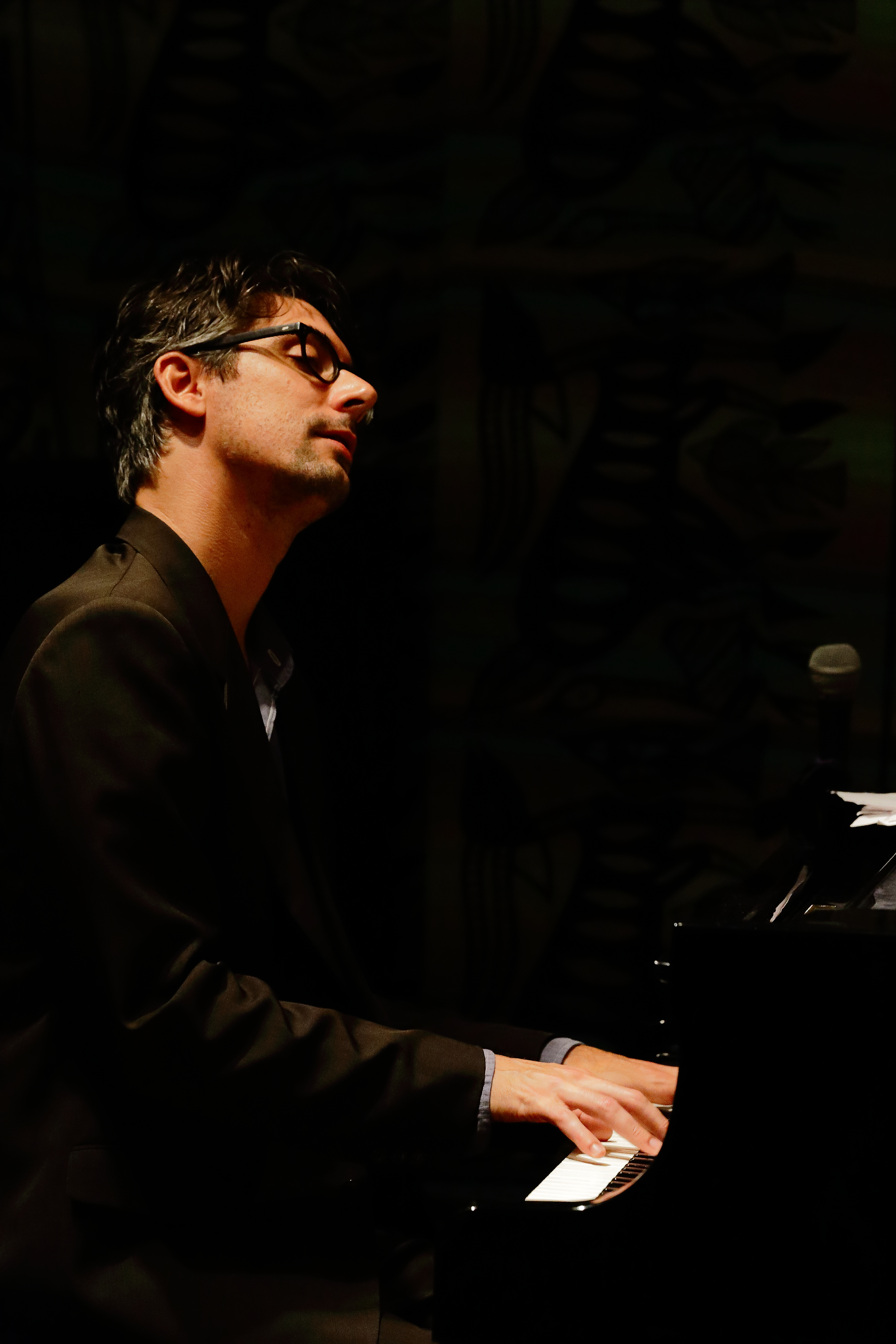
Josh Nelson, 2013

Nach Ansicht von Dan Bilawsky, der das Album in All About Jazz rezensierte, triumphiere Washington mit einer Reihe von Klassikern mit instinktivem Charme. Seine enormen Fähigkeiten als Sänger werden nur von seiner Ehrlichkeit übertroffen, und das zeige sich in jeder dieser Situationen. Ob man über den entspannten Swing reite und die Strömungen des Openers The Best is Yet to Come moduliere, Washington sei hier immer in hervorragender Gesellschaft. Ein Sänger von Kenny Washingtons Talenten verdiene nicht weniger.
Bruce Lindsay meinte im Jazz Journal, What’s the Hurry sei ein passender Titel für das Album des Sängers; es sei auch eine passende Beschreibung der entspannten Herangehensweise an das Singen, was ein hervorstechendes Merkmal dieser unterhaltsamen Darbietungen des Standards aus dem Great American Songbook sei. Zu den Höhepunkten des Albums zählt der Autor No More Blues mit Victor Goines an der Klarinette, Jeff Cressman an der Posaune und Ami Molinelli-Hart an der Perkussion - und dem daraus resultierenden vollmundigen Sound und treibenden Rhythmus, was diesen Song zum fröhlichsten, optimistischsten Stück des Albums mache. Ein weiteres Highlight sei die Rodgers und Hart Nummer Bewitched, Bothered and Bewildered, langsam, aber intensiv von Washington und seinem Trio interpretiert.
George W. Harris (Jazz Weekly) lobte, das Ergebnis der Session sei eine warme und erhebende Sammlung von Standards, die so frisch klingen wie ein Sonnenaufgang am Morgen. Washingtons Fähigkeit, ein Gefühl in einer einfachen Silbe auszudrücken, sei erstaunlich, er strotze vor Goines in Stars Fell on Alabama und zelebriere Here’s to Life.
Nach Ansicht von Lance Liddle (Bebop Spoken Here) stelle dieses unterhaltsame Set Kenny Washington auf eine Stufe mit Kurt Elling und Gregory Porter. Großartig sei auch die hinter dem Sänger agierende Band; der Autor lobt die Darbietungen von Victor Goines, von Mike Olmos in I Ain’t Got Nothin ’but the Blues und Josh Nelsons Präsenz auf jedem Track.

## Grammy-Nominierung
What’s the Hurry wurde in der Kategorie Bestes Jazz-Vokalalbum für die Grammy Awards 2021 nominiert.